# Зубков, Олег Алексеевич
Олег Алексеевич Зубков (укр. Олег Олексійович Зубков; род. 10 мая 1968, 2-я Моква, Курская область) — украинский (до 2014 года), а затем российский предприниматель, основатель зоопарка «Сказка» (Ялта) и парка львов «Тайган» (Белогорский район). Депутат Верховного Совета Автономной Республики Крым V созыва. Активно участвует в общественно-политической жизни Крыма.

## Биография
В 1986 году работал матросом Керченского морского торгового порта, в 1990-м окончил Киевское высшее военно-морское политическое училище по специальности «морской офицер-политработник», получил квалификацию учителя истории и обществоведения. Работал экономистом Украинской республиканской ассоциации по экспорту товаров легкой промышленности (1990—1991), а с 1991 по 1994 год — заместителем директора по коммерческой работе предприятия «Армада» в Киеве.
В 1995 году, продав свою трёхкомнатную квартиру в Ялте, приобрёл кооперативный зооуголок неподалеку от Ялты, созданный по инициативе ЦК комсомола Украины в 1990-м году. За десять лет превратил уголок в полноценный зоопарк, пользующийся популярностью у туристов.
С 1995 года — владелец зоопарка «Сказка» в Ялте. 
В 2007 году журнал «Фокус» включил Зубкова в список 50 самых влиятельных крымчан.
В 2006 году приобрёл заброшенную военную часть площадью 32 га в Белогорском районе Крыма которую к 2012 году превратил в сафари-парк «Тайган». По мнению российского зоолога, доктора наук Николая Николаевича Дроздова, парк является уникальным и достойным всяческой поддержки.
22 июня 2025 года в парке «Тайган» лев напал на Олега Зубкова во время кормления и нанёс ему серьёзные увечья. По факту инцидента проводится проверка Следственным комитетом и прокуратурой. Ранее, 16 октября 2024 года, трое львов загрызли насмерть управляющую парка, которая зашла в клетку для уборки.

## Политическая карьера
За всё время политической деятельности Олег Зубков неоднократно менял свои политические взгляды и состоял в разных командах в зависимости от ситуации в стране.
Являлся депутатом Ялтинского городского совета (2002—2006).
Во время Оранжевой революции поддерживал Виктора Ющенко.
С 2006 года — депутат Верховного Совета Автономной Республики Крым пятого созыва от провластной коалиции партий Блока Юлии Тимошенко.
В 2006 году как самовыдвиженец баллотировался на должность городского головы Ялты.
Зубков уступил кресло мэра Сергею Брайко, заняв второе место, набрав 11,8 % голосов избирателей.
На президентских выборах 2010 года был доверенным лицом Юлии Тимошенко.
В 2010 году на выборах в местные советы выдвинулся кандидатом в мэры Ялты от партии «Союз», хотя ранее заявлял, что будет баллотироваться от партии «Русский блок». По итогам выборов Зубков вновь занял второе место, набрав 24,35 % голосов избирателей, уступив должность Алексею Боярчуку. В июле 2012 вступил в Партию регионов.
После российской аннексии Крыма вступил в партию «Единая Россия», с осени 2014 — в партии «Родина», в январе 2020 года поддержал лидера движения «За новый социализм» Николая Платошкина как кандидата в президенты России в 2024 году.

## Конфликты
После аннексии Крыма Россией «Тайган» находится в центре скандала, связанного с массированными проверками парка со стороны российских властей, а также с возбуждением ими множества административных и уголовных дел против Олега Зубкова. По состоянию на 2025 год Зубков посетил около 500 судебных заседаний, связанных с многочисленными штрафами и обвинениями в свой адрес со стороны крымских чиновников.
В 2015 году на Зубкова завели два уголовных дела: об избиении сотрудника (осуждён к трём годам лишения свободы условно) и организации незаконной миграции иностранных граждан.
«Тайган» и Олег Зубков не раз оказывались в центре скандалов из-за нападений животных на посетителей и работников, против владельца возбуждено множество административных и уголовных дел.

## Взгляды, общественная деятельность
Олег Зубков принимал участие в избирательной кампании Юлии Тимошенко в выборах президента Украины в 2010 году. Он передал кандидату бенгальскую тигрицу Тигрюлю, которую она использовала в своей политической агитации.
В 2014 году поддержал аннексию Крыма Россией, активно сотрудничал с российскими властями, во время захвата Крыма предоставлял транспорт парка «самообороне», заявлял что за собственные средства закажет памятник Владимиру Путину. Пообещал передать российским властям 60 львов, чтобы те не пустили в Крым «бандеровцев», позднее заявил что «в 2014 году был готов защищать Крым от украинской хунты вместе со львами».
Позднее неоднократно высказывал разочарование поддержкой аннексии: «Большего расстройства, чем от разочарования переходом Крыма в состав России, я вряд ли уже переживу в своей жизни. А все остальное – уже следствие этого и проявление общероссийского маразма. Тяжело было осознавать все только в 2014-2018 годах – что нас обманули, что развели, как лохов на базаре... В России развиваться простому человеку никто не даст, не для этого создавалось это полицейское государство».
Поддержав российское нападение на Украину, Зубков начал незаконно вывозить животных из зоопарков и заповедников оккупированных Россией территорий Украины. Так, на фоне войны, Зубков стал известен кражей енота и других животных из Херсонского зоопарка в 2022 году при отступлении российских войск из города. На видео, которое опубликовали на своем канале сами сотрудники парка «Тайган», Олег Зубков тащит енотов за хвост и бросает в переноску для животных, еноты рычат и сопротивляются нежеланному перемещению. Также Зубков был причастен к незаконному вывозу животных из биосферного заповедника «Аскания-Нова», а также зоопарков из оккупированной части Запорожской и Донецкой областей Украины. На конец 2024 года, по словам самого Олега Зубкова, он совершил 15 поездок на оккупированные территории с целью вывоза животных.

## Дополнительное чтение
- Никифоров В., Бекбулатова Т. «Родина» теряет виды на Крым // Коммерсантъ. — 2014. — 4 августа (№ 135). — С. 3.
- Мельникова А. Тигромания  / Толстушка. — Крым: Комсомольская правда, 2014. — С. 45.
- Штейнер А., Казарин П., Бедняков П., Лаптиёва Д., Берманас, Гребенникова Н., Виноградов С., Сычев В., Мордасов М. Полуостров. Live : «Я — человек из зоопарка, я — царь зверей». Lenta.ru. Дата обращения: 29 февраля 2020.